# Окситански језик
Окситански језик је романски језик који се говори на југу и југоистоку Француске, у долини Аран Шпаније и у неким долинама Италије и у Монаку. Представља прелаз између италијанског, француског и шпанског језика. Састављен је од шест дијалеката, од којих су главни лангедошки, гаскоњски, провански и лимузенски. Ови дијалекти се могу груписати у три ансамбла: јужни окситански, северни окситански, а гаскоњки који се веома разликује од осталих (видите у мапи).